# Kylix zacae
Kylix zacae is een slakkensoort uit de familie van de Drilliidae. De wetenschappelijke naam van de soort is voor het eerst geldig gepubliceerd in 1951 door Hertlein & Strong.